# دانييلا باور
دانييلا باور (بالألمانية: Daniela Bauer)‏ هي متزحلقة حرة نمساوية، ولدت في 11 فبراير 1986.

## وصلات خارجية
- دانييلا باور على موقع الاتحاد الدولي للتزلج (التزلج الحر) (الإنجليزية)